# Królewskie Muzeum Sztuki i Starożytności
Królewskie Muzeum Sztuki i Starożytności (niem.: Königliches Museum für Kunst und Altertümer) – dawne muzeum dzieł sztuki, broni, monet i zabytków archeologicznych które znajdowało się we Wrocławiu na wyspie Piasek i działało od 1815 roku do początku lat 70. XIX wieku. Było to pierwsze muzeum we Wrocławiu. 
Muzeum założył w 1815 roku Johann Büsching na bazie dzieł sztuki skonfiskowanych klasztorom na Śląsku w wyniku sekularyzacji zakonów katolickich w państwie pruskim. Zbiory te wkrótce potem były powiększone przez darowiznę Büschinga, a w kolejnych latach przez zorganizowane przez niego akcje pozyskiwania eksponatów od darczyńców z regionu oraz przez prowadzone od 1819 roku przez muzeum coroczne wykopaliska archeologiczne na Śląsku. Muzeum działało w ramach Uniwersytetu Wrocławskiego. Ulokowano je w budynku zsekularyzowanego klasztoru augustianów na wyspie Piasek, gdzie znajdowało się do 1862 roku, a jego dyrektorem mianowano Büschinga. Jako pierwsza część placówki powstała w 1815 roku Galeria Malarstwa, ulokowana w gmachu głównym dawnego klasztoru, natomiast w 1818 roku udostępniono wystawę "starożytności", który to termin obejmował oryginały i kopie dzieł antycznych, dawne monety, w tym antyczne oraz znaleziska archeologiczne, głównie z rejonu Śląska. Wystawa ta, co najmniej od roku 1825 znajdowała się na pierwszym piętrze dobudówki z tyłu głównego gmachu i obejmowała cztery sale ekspozycyjne. Ponadto muzeum posiadało zbiór rzeźb, broni i starych mebli od średniowiecza do XVIII wieku.
Rozwój muzeum zahamował po 1829 roku, w związku ze śmiercią Büschinga. Stopniowo, wydzielone zbiory eksponatów zaczęto przekazywać innym placówkom muzealnym Wrocławia. W 1853 roku kolekcję obrazów przekazano nowopowstałej Galerii Malarstwa przy obecnej ulicy Krupniczej 14, przyłączonej w 1880 roku do Śląskiego Muzeum Sztuk Pięknych. W roku 1862 dokonano podziału pozostałych zbiorów – eksponaty związane z antykiem pozostały w posiadaniu placówki, a wszystkie inne, w sumie około 3500 obiektów, władze uniwersytetu przekazały na własność prywatnemu, powstałemu we Wrocławiu w 1858 roku Muzeum Starożytności Śląskich i jednocześnie wynajęły tej placówce pięć sal ekspozycyjnych w poaugustiańskim gmachu na Piasku, tak więc aż do 1881 roku (gdy siedzibę Muzeum Starożytności Śląskich przeniesiono do nowego gmachu przy obecnym placu Muzealnym) przejęta kolekcja znajdowała się w dalszym ciągu w tym samym budynku, choć w innych pomieszczeniach.
Od 1862 roku w Królewskim Muzeum Sztuki i Starożytności pozostawały tylko zbiory sztuki antycznej (śródziemnomorskiej), zarówno oryginalne (gemmy, ceramika (w tym lampki oliwne i malowane wazy greckie), broń, figurki oraz monety), jak i liczniejsza kolekcja gipsowych kopii antycznych posągów i odlewów płaskorzeźb, podarowana przez muzea Berlina. W pierwszej połowie lat 70. postanowiono dopasować nazwę muzeum do profilu gromadzonych zbiorów i utworzono samodzielne uniwersyteckie Muzeum Archeologiczne, które istniało do 1945 roku. Nie zmieniono natomiast lokalizacji, pozostało ono w siedzibie dawnego Królewskiego Muzeum Sztuki i Starożytności, choć w drugiej połowie lat 70. XIX wieku powiększyło liczbę sal ekspozycyjnych do dziewięciu, w których prezentowano prawie 440 obiektów lub zespołów zabytków antycznych.
Królewskie Muzeum Sztuki i Starożytności było pierwszym muzeum we Wrocławiu.